# Дэвис, Джейкоб
Джейкоб Дэвис (англ. Jacob Davis; 14 марта 1831, Рига или Динабург — 20 января 1908 года, США) — американский изобретатель и предприниматель еврейского происхождения, изобретатель джинсов.
Родился в еврейской семье в Риге и первоначально носил имя Яков Йофис.  Эмигрировал в Нью-Йорк в 1854 году.  В анкете по прибытии отвечает: «я родился между 1831 и 1832 г. в маленьком городке на реке Двина, недалеко от города Рига в России, в устье реки Двина. Моего отца по-русски звали Яков Давидович Юфес (Jacob Davidowitch Youphes)».
Затем жил в Сан-Франциско и в Канаде, занимаясь различными видами бизнеса, и в конце концов в 1869 году открыл портняжную мастерскую в Рино, штат Невада, где шил палатки из жесткой ткани (парусины) Duck и denim. Из этой же ткани он шил и рабочие брюки. 
В 1870 году Дэвис придумал способ крепления карманов на брюках медными заклёпками, благодаря чему карманы не отрывались. Брюки с заклёпками понравились его клиентам, и Дэвис решил запатентовать эту идею. Он обратился к своему поставщику ткани, Леви Страуссу. В письме , сославшись на недостаток времени, Дэвис предложил ему запатентовать идею на двоих. Леви Страусс должен был заплатить $ 68 за патент, в свою очередь Дэвис предлагал ему право продажи брюк с заклепками в Тихоокеанских штатах, себе же оставлял оставшуюся территорию Америки. Если нет, - писал Дэвис, - он запатентует сам. 
20 мая 1873 года Страусс и Дэвис получили патент на применение металлических заклёпок на одежде. В первый год Страусс продал 21 000 пар штанов и курток с медными заклёпками. Впоследствии заклёпки на задних карманах пришлось заменить усиленным швом — они царапали седло и портили мебель. Также были удалены заклепки на гульфике, потому что они нагревались от близкого костра и создавали некомфортные ощущения в районе половых органов.
В дальнейшем Дэвис до конца жизни работал в фирме, основанной Страуссом, к 1870 году заработал свой первый миллион, с 1876 года возглавлял нью-йоркское производство фирмы, затем вернулся в Сан-Франциско. Был одним из членов Наблюдательного Совета за строительством и распределением заказов трансконтинентальной железной дороги, почётным гражданином Сан-Франциско, спонсором многих университетов.
Заметной фигурой в дальнейшем развитии Levi Strauss & Co. стал сын Дэвиса, Саймон Дэвис.